# Swapna
Swapna (en sánscrito: स्वप्न, AITS: svapna) es el término que designa a los sueños en la filosofía hindú. Dentro de este concepto, se refiere particularmente a un estado de consciencia en la que el soñador, imposibilitado de percibir el universo externo, experimenta la vivencia de un mundo onírico que refleja la imaginación y las actividades conscientes (vritti) de la memoria diurna. Sus conceptos opuestos son la vigilia (jagra) y el sueño desprovisto de ensoñaciones (sushupti), siendo los tres parte de la conciencia humana o turiya. Estos estados son una parte primordial de la variable psicológica del yoga.

## Historia
El concepto de los sueños aparece repetidamente en la literatura hindú, comenzando con el milenario Rig Veda. A su estudio se dedica especialmente el Sama Veda, y dentro de los Upanishads, el Chandogya y el Mandukya (que establece los cuatro conceptos referidos con anterioridad), junto a varios otros. En éstos se presentan dos teorías alternativas sobre los sueños: la primera, equivalente a la interpretación freudiana, los considera meras extensiones de deseos internos, mientras que la segunda, más similar al pensamiento chino, los tiene por experiencias sobrenaturales donde el alma deja verdaderamente el cuerpo. En ocasiones, como el sueño materno que predijo el nacimiento de Sidarta Gautama, los sueños conllevan auspicios del futuro.

## Tipos de sueño
Según la filosofía de Cháraka, hay siete clases de sueño:
- Dṛṣṭa: el durmiente sueña con algo que ha visto en su vida diaria.
- Sruta: el durmiente sueña con algo que ha entrado en su mente por la vía auditiva.
- Anubhūta: sueños generados por sensaciones externas recogidas mientras se duerme.
- Prārthita: sueños creados o influidos por deseos internos.
- Kalpita: fantasías generadas por la mente.
- Bhāvita: sueños premonitorios.
- Doṣaja: sueños causados por un estado mental alterado. Este tipo puede dividirse a su vez en físico (phala) o psicológico (aphala).

Según su carácter o contenido, todos estos sueños pueden ser afortunados (shubha o su-swapna) o desafortunados (ashubha o duh-swapna). Cuando el soñador es una mujer embarazada, sus sueños pueden ser garbha linga dharana, cuyos elementos internos podrían revelar el sexo del bebé de manera simbólica.